# Danny García
Daniel Óscar García, detto Danny (Filadelfia, 20 marzo 1988), è un pugile statunitense di origine portoricana.
Soprannominato "Swift", è stato campione in due categorie di peso, avendo conquistato la corona WBC dei pesi welter e i titoli WBC, WBA e The Ring dei pesi superleggeri. Professionista dal 2007, nel corso della sua carriera ha sconfitto ex campioni del mondo tra i quali Nate Campbell, Érik Morales, Amir Khan e Zab Judah.

## Carriera
Subisce la sua prima sconfitta da professionista il 4 marzo 2017 in un match di unificazione contro il campione WBA Keith Thurman, dal quale viene battuto tramite decisione non unanime al Barclays Center di Brooklyn, dinnanzi a 16.000 spettatori.